# Formule 1 v roce 1977
Sezóna Formule 1 1977 byla 28. sezónou Mistrovství světa Formule 1, závodní série pořádané pod hlavičkou Mezinárodní automobilové federace (FIA). Sezóna zahrnovala 17. mistrovských a 1 nemistrovský závod. Mistrovství světa se konalo mezi 9. lednem a 23. říjnem.
Niki Lauda vyhrál svůj druhý šampionát, přestože Mario Andretti vyhrál více závodů. Lauda nedokončil sezónu, opustil tým Ferrari poté, co si zajistil titul při Grand Prix USA 1977. Ferrari získalo svůj třetí titul konstruktérů v řadě a nový jezdec Carlos Reutemann prožil solidní sezónu.
Sezónu pokazila děsivá nehoda během Grand Prix Jihoafrické republiky: Tom Pryce se nedokázal vyhnout devatenáctiletému traťovému maršálovi Frederiku Jansenu van Vuurenovi, který se pokusil přejít trať. Ten byl zabit při srážce zabit, zatímco jeho hasicí přístroj zasáhl a zabil Pryce. Jeho vůz dojel na konec rovinky, kde se střetl s Ligierem Jacquese Laffitea. K další tragédii došlo, když Carlos Pace přišel o život při letecké nehodě, jen o pár týdnů později.

## Týmy a jezdci
| Účastník                                                                                 | Konstruktér        | Šasi        | Motor                             | Pneumatiky | Číslo | Jezdci                | Závody                  |
| ---------------------------------------------------------------------------------------- | ------------------ | ----------- | --------------------------------- | ---------- | ----- | --------------------- | ----------------------- |
| Marlboro Team McLaren                                                                    | McLaren-Ford       | M23 M26     | Ford Cosworth DFV 3,0 V8          | G          | 1     | James Hunt            | Vše                     |
| Marlboro Team McLaren                                                                    | McLaren-Ford       | M23 M26     | Ford Cosworth DFV 3,0 V8          | G          | 2     | Jochen Mass           | Vše                     |
| Marlboro Team McLaren                                                                    | McLaren-Ford       | M23 M26     | Ford Cosworth DFV 3,0 V8          | G          | 14    | Bruno Giacomelli      | 14                      |
| Marlboro Team McLaren                                                                    | McLaren-Ford       | M23 M26     | Ford Cosworth DFV 3,0 V8          | G          | 40    | Gilles Villeneuve     | 10                      |
| First National City Elf Team Tyrrell                                                     | Tyrrell-Ford       | P34         | Ford Cosworth DFV 3,0 V8          | G          | 3     | Ronnie Peterson       | Vše                     |
| First National City Elf Team Tyrrell                                                     | Tyrrell-Ford       | P34         | Ford Cosworth DFV 3,0 V8          | G          | 4     | Patrick Depailler     | Vše                     |
| John Player Team Lotus Imperial International Team Lotus                                 | Lotus-Ford         | 78          | Ford Cosworth DFV 3,0 V8          | G          | 5     | Mario Andretti        | Vše                     |
| John Player Team Lotus Imperial International Team Lotus                                 | Lotus-Ford         | 78          | Ford Cosworth DFV 3,0 V8          | G          | 6     | Gunnar Nilsson        | Vše                     |
| Martini Racing                                                                           | Brabham-Alfa Romeo | BT45 BT45B  | Alfa Romeo 115-12 3,0 F12         | G          | 7     | John Watson           | Vše                     |
| Martini Racing                                                                           | Brabham-Alfa Romeo | BT45 BT45B  | Alfa Romeo 115-12 3,0 F12         | G          | 8     | Carlos Pace           | 1–3                     |
| Martini Racing                                                                           | Brabham-Alfa Romeo | BT45 BT45B  | Alfa Romeo 115-12 3,0 F12         | G          | 8     | Hans-Joachim Stuck    | 4–17                    |
| Martini Racing                                                                           | Brabham-Alfa Romeo | BT45 BT45B  | Alfa Romeo 115-12 3,0 F12         | G          | 21    | Giorgio Francia       | 14                      |
| Hollywood March Racing Team Rothmans International Lexington Racing Team Sportsman Lager | March-Ford         | 761B 771    | Ford Cosworth DFV 3,0 V8          | G          | 9     | Alex Ribeiro          | Vše                     |
| Hollywood March Racing Team Rothmans International Lexington Racing Team Sportsman Lager | March-Ford         | 761B 771    | Ford Cosworth DFV 3,0 V8          | G          | 10    | Ian Scheckter         | 1–2, 5–16               |
| Hollywood March Racing Team Rothmans International Lexington Racing Team Sportsman Lager | March-Ford         | 761B 771    | Ford Cosworth DFV 3,0 V8          | G          | 10    | Hans-Joachim Stuck    | 3                       |
| Hollywood March Racing Team Rothmans International Lexington Racing Team Sportsman Lager | March-Ford         | 761B 771    | Ford Cosworth DFV 3,0 V8          | G          | 10    | Brian Henton          | 4                       |
| Scuderia Ferrari SpA SEFAC                                                               | Ferrari            | 312T2B      | Ferrari 015 3,0 F12               | G          | 11    | Niki Lauda            | 1–15                    |
| Scuderia Ferrari SpA SEFAC                                                               | Ferrari            | 312T2B      | Ferrari 015 3,0 F12               | G          | 11    | Gilles Villeneuve     | 17                      |
| Scuderia Ferrari SpA SEFAC                                                               | Ferrari            | 312T2B      | Ferrari 015 3,0 F12               | G          | 12    | Carlos Reutemann      | Vše                     |
| Scuderia Ferrari SpA SEFAC                                                               | Ferrari            | 312T2B      | Ferrari 015 3,0 F12               | G          | 21    | Gilles Villeneuve     | 16                      |
| Rotary Watches Stanley-BRM Stanley-BRM                                                   | BRM                | P207 P201B  | BRM P202 3,0 V12 BRM P200 3,0 V12 | G          | 14    | Larry Perkins         | 2–3                     |
| Rotary Watches Stanley-BRM Stanley-BRM                                                   | BRM                | P207 P201B  | BRM P202 3,0 V12 BRM P200 3,0 V12 | G          | 29    | Teddy Pilette         | 13                      |
| Rotary Watches Stanley-BRM Stanley-BRM                                                   | BRM                | P207 P201B  | BRM P202 3,0 V12 BRM P200 3,0 V12 | G          | 35    | Conny Andersson       | 5, 7–9                  |
| Rotary Watches Stanley-BRM Stanley-BRM                                                   | BRM                | P207 P201B  | BRM P202 3,0 V12 BRM P200 3,0 V12 | G          | 35    | Guy Edwards           | 10                      |
| Rotary Watches Stanley-BRM Stanley-BRM                                                   | BRM                | P207 P201B  | BRM P202 3,0 V12 BRM P200 3,0 V12 | G          | 35    | Teddy Pilette         | 14                      |
| Rotary Watches Stanley-BRM Stanley-BRM                                                   | BRM                | P207 P201B  | BRM P202 3,0 V12 BRM P200 3,0 V12 | G          | 40    | Teddy Pilette         | 11                      |
| Interscope Racing                                                                        | Penske-Ford        | PC4         | Ford Cosworth DFV 3,0 V8          | G          | 14    | Danny Ongais          | 15–16                   |
| Équipe Renault Elf                                                                       | Renault            | RS01        | Renault-Gordini EF1 1,5 V6t       | M          | 15    | Jean-Pierre Jabouille | 10, 13–16               |
| Ambrosio Shadow Racing Ambrosio Tabatip Shadow Racing Ambrosio Villiger Shadow Racing    | Shadow-Ford        | DN5B DN8    | Ford Cosworth DFV 3,0 V8          | G          | 16    | Tom Pryce             | 1–3                     |
| Ambrosio Shadow Racing Ambrosio Tabatip Shadow Racing Ambrosio Villiger Shadow Racing    | Shadow-Ford        | DN5B DN8    | Ford Cosworth DFV 3,0 V8          | G          | 16    | Renzo Zorzi           | 4–5                     |
| Ambrosio Shadow Racing Ambrosio Tabatip Shadow Racing Ambrosio Villiger Shadow Racing    | Shadow-Ford        | DN5B DN8    | Ford Cosworth DFV 3,0 V8          | G          | 16    | Riccardo Patrese      | 6–7, 9–11, 13–14, 16–17 |
| Ambrosio Shadow Racing Ambrosio Tabatip Shadow Racing Ambrosio Villiger Shadow Racing    | Shadow-Ford        | DN5B DN8    | Ford Cosworth DFV 3,0 V8          | G          | 16    | Jackie Oliver         | 8                       |
| Ambrosio Shadow Racing Ambrosio Tabatip Shadow Racing Ambrosio Villiger Shadow Racing    | Shadow-Ford        | DN5B DN8    | Ford Cosworth DFV 3,0 V8          | G          | 16    | Arturo Merzario       | 12                      |
| Ambrosio Shadow Racing Ambrosio Tabatip Shadow Racing Ambrosio Villiger Shadow Racing    | Shadow-Ford        | DN5B DN8    | Ford Cosworth DFV 3,0 V8          | G          | 16    | Jean-Pierre Jarier    | 15                      |
| Ambrosio Shadow Racing Ambrosio Tabatip Shadow Racing Ambrosio Villiger Shadow Racing    | Shadow-Ford        | DN5B DN8    | Ford Cosworth DFV 3,0 V8          | G          | 17    | Renzo Zorzi           | 1–3                     |
| Ambrosio Shadow Racing Ambrosio Tabatip Shadow Racing Ambrosio Villiger Shadow Racing    | Shadow-Ford        | DN5B DN8    | Ford Cosworth DFV 3,0 V8          | G          | 17    | Alan Jones            | 4–17                    |
| Durex Team Surtees Beta Team Surtees                                                     | Surtees-Ford       | TS19        | Ford Cosworth DFV 3,0 V8          | G          | 18    | Hans Binder           | 1–6, 15–17              |
| Durex Team Surtees Beta Team Surtees                                                     | Surtees-Ford       | TS19        | Ford Cosworth DFV 3,0 V8          | G          | 18    | Larry Perkins         | 7–9                     |
| Durex Team Surtees Beta Team Surtees                                                     | Surtees-Ford       | TS19        | Ford Cosworth DFV 3,0 V8          | G          | 18    | Patrick Tambay        | 9                       |
| Durex Team Surtees Beta Team Surtees                                                     | Surtees-Ford       | TS19        | Ford Cosworth DFV 3,0 V8          | G          | 18    | Vern Schuppan         | 10–13                   |
| Durex Team Surtees Beta Team Surtees                                                     | Surtees-Ford       | TS19        | Ford Cosworth DFV 3,0 V8          | G          | 18    | Lamberto Leoni        | 14                      |
| Durex Team Surtees Beta Team Surtees                                                     | Surtees-Ford       | TS19        | Ford Cosworth DFV 3,0 V8          | G          | 19    | Vittorio Brambilla    | Vše                     |
| Walter Wolf Racing                                                                       | Wolf-Ford          | WR1 WR2 WR3 | Ford Cosworth DFV 3,0 V8          | G          | 20    | Jody Scheckter        | Vše                     |
| Team Tissot Ensign with Castrol Theodore Racing Hong Kong                                | Ensign-Ford        | N177        | Ford Cosworth DFV 3,0 V8          | G          | 22    | Clay Regazzoni        | Vše                     |
| Team Tissot Ensign with Castrol Theodore Racing Hong Kong                                | Ensign-Ford        | N177        | Ford Cosworth DFV 3,0 V8          | G          | 22    | Jacky Ickx            | 6                       |
| Team Tissot Ensign with Castrol Theodore Racing Hong Kong                                | Ensign-Ford        | N177        | Ford Cosworth DFV 3,0 V8          | G          | 23    | Patrick Tambay        | 10–17                   |
| Penthouse Rizla+. Racing Hesketh Racing                                                  | Hesketh-Ford       | 308E        | Ford Cosworth DFV 3,0 V8          | G          | 24    | Rupert Keegan         | 5–16                    |
| Penthouse Rizla+. Racing Hesketh Racing                                                  | Hesketh-Ford       | 308E        | Ford Cosworth DFV 3,0 V8          | G          | 25    | Harald Ertl           | 5–9                     |
| Penthouse Rizla+. Racing Hesketh Racing                                                  | Hesketh-Ford       | 308E        | Ford Cosworth DFV 3,0 V8          | G          | 25    | Héctor Rebaque        | 11–13                   |
| Penthouse Rizla+. Racing Hesketh Racing                                                  | Hesketh-Ford       | 308E        | Ford Cosworth DFV 3,0 V8          | G          | 25    | Ian Ashley            | 14–16                   |
| Penthouse Rizla+. Racing Hesketh Racing                                                  | Hesketh-Ford       | 308E        | Ford Cosworth DFV 3,0 V8          | G          | 39    | Héctor Rebaque        | 7–9                     |
| Penthouse Rizla+. Racing Hesketh Racing                                                  | Hesketh-Ford       | 308E        | Ford Cosworth DFV 3,0 V8          | G          | 39    | Ian Ashley            | 12–13                   |
| Ligier Gitanes                                                                           | Ligier-Matra       | JS7         | Matra MS76 3,0 V12                | G          | 26    | Jacques Laffite       | Vše                     |
| Ligier Gitanes                                                                           | Ligier-Matra       | JS7         | Matra MS76 3,0 V12                | G          | 27    | Jean-Pierre Jarier    | 17                      |
| Williams Grand Prix Engineering                                                          | March-Ford         | 761         | Ford Cosworth DFV 3,0 V8          | G          | 27    | Patrick Nève          | 5, 7–16                 |
| Fittipaldi Automotive                                                                    | Fittipaldi-Ford    | FD04 F5     | Ford Cosworth DFV 3,0 V8          | G          | 28    | Emerson Fittipaldi    | 1–16                    |
| Fittipaldi Automotive                                                                    | Fittipaldi-Ford    | FD04 F5     | Ford Cosworth DFV 3,0 V8          | G          | 29    | Ingo Hoffmann         | 1–2                     |
| Chesterfield Racing Liggett Group with BS Fabrications                                   | March-Ford         | 761         | Ford Cosworth DFV 3,0 V8          | G          | 30    | Brett Lunger          | 3–5                     |
| Chesterfield Racing Liggett Group with BS Fabrications                                   | McLaren-Ford       | M23         | Ford Cosworth DFV 3,0 V8          | G          | 30    | Brett Lunger          | 7–16                    |
| LEC Refrigeration Racing                                                                 | LEC-Ford           | CRP1        | Ford Cosworth DFV 3,0 V8          | G          | 31    | David Purley          | 5, 7–10                 |
| F&S Properties Racing F&S Properties Racing with Marlboro RAM Racing                     | March-Ford         | 761         | Ford Cosworth DFV 3,0 V8          | G          | 32    | Mikko Kozarowitzky    | 8, 10                   |
| F&S Properties Racing F&S Properties Racing with Marlboro RAM Racing                     | March-Ford         | 761         | Ford Cosworth DFV 3,0 V8          | G          | 32    | Michael Bleekemolen   | 13                      |
| F&S Properties Racing F&S Properties Racing with Marlboro RAM Racing                     | March-Ford         | 761         | Ford Cosworth DFV 3,0 V8          | G          | 33    | Boy Hayje             | 3, 5–8, 13              |
| F&S Properties Racing F&S Properties Racing with Marlboro RAM Racing                     | March-Ford         | 761         | Ford Cosworth DFV 3,0 V8          | G          | 33    | Andy Sutcliffe        | 10                      |
| ATS Racing Team                                                                          | Penske-Ford        | PC4         | Ford Cosworth DFV 3,0 V8          | G          | 33    | Hans Binder           | 12, 14                  |
| ATS Racing Team                                                                          | Penske-Ford        | PC4         | Ford Cosworth DFV 3,0 V8          | G          | 34    | Jean-Pierre Jarier    | 4–14                    |
| ATS Racing Team                                                                          | Penske-Ford        | PC4         | Ford Cosworth DFV 3,0 V8          | G          | 35    | Hans Binder           | 13                      |
| ATS Racing Team                                                                          | Penske-Ford        | PC4         | Ford Cosworth DFV 3,0 V8          | G          | 35    | Hans Heyer            | 11                      |
| Iberia Airlines                                                                          | McLaren-Ford       | M23         | Ford Cosworth DFV 3,0 V8          | G          | 36    | Emilio de Villota     | 5, 7–8, 10–12, 14       |
| Team Merzario                                                                            | March-Ford         | 761B        | Ford Cosworth DFV 3,0 V8          | G          | 37    | Arturo Merzario       | 5–7, 9–11, 13           |
| British Formula One Team                                                                 | March-Ford         | 761         | Ford Cosworth DFV 3,0 V8          | G          | 38    | Bernard de Dryver     | 7                       |
| British Formula One Team                                                                 | March-Ford         | 761         | Ford Cosworth DFV 3,0 V8          | G          | 38    | Brian Henton          | 5, 10, 12               |
| HB Bewaking Alarmsystemen                                                                | Boro-Ford          | 001         | Ford Cosworth DFV 3,0 V8          | G          | 38    | Brian Henton          | 13–14                   |
| Jolly Club of Switzerland                                                                | Apollon-Ford       | Fly         | Ford Cosworth DFV 3,0 V8          | G          | 41    | Loris Kessel          | 14                      |
| Melchester Racing                                                                        | Surtees-Ford       | TS19        | Ford Cosworth DFV 3,0 V8          | G          | 44    | Tony Trimmer          | 10                      |
| Brian McGuire                                                                            | McGuire-Ford       | BM1         | Ford Cosworth DFV 3,0 V8          | G          | 45    | Brian McGuire         | 10                      |
| Meiritsu Racing Team                                                                     | Tyrrell-Ford       | 007         | Ford Cosworth DFV 3,0 V8          | D          | 50    | Kunimitsu Takahashi   | 17                      |
| Kojima Engineering                                                                       | Kojima-Ford        | KE009       | Ford Cosworth DFV 3,0 V8          | B          | 51    | Noritake Takahara     | 17                      |
| Heros Racing Corporation                                                                 | Kojima-Ford        | KE009       | Ford Cosworth DFV 3,0 V8          | B          | 52    | Kazuyoshi Hoshino     | 17                      |

### Změny před sezónou
- Ferrari se rozhodlo podepsat Carlose Reutemanna místo Claye Regazzoniho, který přešel k Ensign. Jacky Ickx opustil Ensign po jeho havárii ve Watkins Glen. Ve Formuli 1 poté závodil jen sporadicky.
- Tyrrell podepsal Ronnieho Petersona místo Jodyho Schecktera, který se přestěhoval k tým Wolf. Wolf se rozešel s Williamsem po sezóně 1976. Tým vedený Frankem Williamsem koupil March 761 a podepsal jezdce Patricka Nèvea.
- Tým Penske koupil společnost ATS Wheels a vytvořil tým ATS Racing Team, který podepsal Jeana-Pierra Jariere ze Shadow. Bývalý pilot Penske John Watson se přestěhoval do Brabhamu a Shadow podepsal Renza Zorziho.
- March koupil Alexe Ribeiro za sponzorství od brazilské banky a tabákové společnosti vedle Iana Schecktera, staršího bratra Jodyho. Vittorio Brambilla se přestěhoval z March do Surtees.

### Změny během sezóny
- 5. března byl Tom Pryce zabit během Grand Prix Jihoafrické republiky, stejně jako traťový maršál Frederik Jansen van Vuuren. A 18. března zemřel Carlos Pace při nehodě soukromého lehkého letadla v Brazílii.[1] Od závodu v Long Beach dále Hans-Joachim Stuck nahradil Paceho v Brabhamu a Alan Jones nahradil Pryce v Shadow.
- Hesketh Racing vynechal první čtyři závody sezony, ale rozšířil svůj provoz na tři vozy. Britský šampion Formule 3 z roku 1976 Rupert Keegan se stal jejich jezdcem číslo jedna.
- David Purley se vrátil do Formule 1 po jednorázovém vstupu do Grand Prix Velké Británie 1974 s šasi LEC navrženým Mikem Pilbeamem. Během tréninku v Silverstone utrpěl vážnou nehodu, když se mu zasekl plyn, čelně narazil do zdi a přežil přetížení 179,8 g.[2]
- Po vítězství v sezóně 1977 v sérii Can-Am s týmem Haas Lola[3] Patrick Tambay debutoval ve Formuli 1 se Surtees na jeden závod a poté sezónu dokončil s týmem Ensign.
- Renault vstoupil do Formule 1 s vlastním šasi, poháněným jejich továrně vyvinutým 1,5litrovým přeplňovaným motorem s turbem a řízeným Jean-Pierrem Jabouillem. Ačkoli kompresní zařízení jako turbodmychadlo byla povolena od roku 1960, byl Renault prvním konstruktérem, který investoval do technologie na této úrovni.
- Po zajištění si šampionátu jezdců, dva závody před koncem sezóny, odešel Niki Lauda od svého týmu a ukončil sezónu. Jeho místo zaujal Gilles Villeneuve v rámci přípravy na jeho celosezónní působení v roce 1978.

## Kalendář
| Pořadí | Grand Prix                       | Okruh                                    | Datum        |
| ------ | -------------------------------- | ---------------------------------------- | ------------ |
| 1      | Grand Prix Argentiny             | Autodromo de Buenos Aires, Buenos Aires  | 9. leden     |
| 2      | Grand Prix Brazílie              | Autodromo de Interlagos, São Paulo       | 23. leden    |
| 3      | Grand Prix Jihoafrické republiky | Kyalami Grand Prix Circuit, Midrand      | 5. březen    |
| 4      | Grand Prix USA Západ             | Long Beach Street Circuit, Kalifornie    | 3. duben     |
| 5      | Grand Prix Španělska             | Circuito Permanente Del Jarama, Madrid   | 8. květen    |
| 6      | Grand Prix Monaka                | Circuit de Monaco, Monte Carlo           | 22. květen   |
| 7      | Grand Prix Belgie                | Circuit Zolder, Heusden-Zolder           | 5. červen    |
| 8      | Grand Prix Švédska               | Scandinavian Raceway, Anderstorp         | 19. červen   |
| 9      | Grand Prix Francie               | Dijon-Prenois, Prenois                   | 3. červenec  |
| 10     | Grand Prix Velké Británie        | Silverstone Circuit, Silverstone         | 16. červenec |
| 11     | Grand Prix Německa               | Hockenheimring, Hockenheim               | 31. červenec |
| 12     | Grand Prix Rakouska              | Österreichring, Spielberg                | 14. srpen    |
| 13     | Grand Prix Nizozemska            | Circuit Zandvoort, Zandvoort             | 28. srpen    |
| 14     | Grand Prix Itálie                | Autodromo Nazionale di Monza, Monza      | 11. září     |
| 15     | Grand Prix USA                   | Watkins Glen Grand Prix Course, New York | 2. říjen     |
| 16     | Grand Prix Kanady                | Mosport Park, Bowmanville, Ontario       | 9. říjen     |
| 17     | Grand Prix Japonska              | Fudži Speedway, Ojama, Šizuoka           | 23. říjen    |

### Změny v kalendáři
- Grand Prix Argentiny se vrátila do kalendáře poté, co byla v roce 1976 z ekonomických a politických důvodů zrušena.
- Grand Prix Belgie a Grand Prix Monaka si vyměnily místa v kalendáři, takže belgický závod následoval po závodě v Monaku.
- Grand Prix Francie byla přesunuta z okruhu Paula Ricarda do Dijon-Prenois v souladu s uspořádáním sdílení událostí mezi těmito dvěma okruhy. Stejně tak byla Grand Prix Velké Británie přesunuta z Brands Hatch na Silverstone.
- Grand Prix Německa se na Nürburgringu z bezpečnostních důvodů nekonala.[4] V roce 1977 se závod konal na Hockenheimringu poprvé od roku 1970.
- Grand Prix USA a Grand Prix Kanady si vyměnily místa v kalendáři, takže kanadský závod následoval po závodě v USA.

## Změny předpisů
- FIA poprvé stanovila bezpečnostní standardy pro helmy.[5][6]

## Výsledky a pořadí

### Grands Prix
| Pořadí | Grand Prix                       | Pole position  | Nejrychlejší kolo | Vítěz závodu     | Vítězný tým  | Výsledky |
| ------ | -------------------------------- | -------------- | ----------------- | ---------------- | ------------ | -------- |
| 1      | Grand Prix Argentiny             | James Hunt     | James Hunt        | Jody Scheckter   | Wolf-Ford    | Výsledky |
| 2      | Grand Prix Brazílie              | James Hunt     | James Hunt        | Carlos Reutemann | Ferrari      | Výsledky |
| 3      | Grand Prix Jihoafrické republiky | James Hunt     | John Watson       | Niki Lauda       | Ferrari      | Výsledky |
| 4      | Grand Prix USA Západ             | Niki Lauda     | Niki Lauda        | Mario Andretti   | Lotus-Ford   | Výsledky |
| 5      | Grand Prix Španělska             | Mario Andretti | Jacques Laffite   | Mario Andretti   | Lotus-Ford   | Výsledky |
| 6      | Grand Prix Monaka                | John Watson    | Jody Scheckter    | Jody Scheckter   | Wolf-Ford    | Výsledky |
| 7      | Grand Prix Belgie                | Mario Andretti | Gunnar Nilsson    | Gunnar Nilsson   | Lotus-Ford   | Výsledky |
| 8      | Grand Prix Švédska               | Mario Andretti | Mario Andretti    | Jacques Laffite  | Ligier-Matra | Výsledky |
| 9      | Grand Prix Francie               | Mario Andretti | Mario Andretti    | Mario Andretti   | Lotus-Ford   | Výsledky |
| 10     | Grand Prix Velké Británie        | James Hunt     | James Hunt        | James Hunt       | McLaren-Ford | Výsledky |
| 11     | Grand Prix Německa               | Jody Scheckter | Niki Lauda        | Niki Lauda       | Ferrari      | Výsledky |
| 12     | Grand Prix Rakouska              | Niki Lauda     | John Watson       | Alan Jones       | Shadow-Ford  | Výsledky |
| 13     | Grand Prix Nizozemska            | Mario Andretti | Niki Lauda        | Niki Lauda       | Ferrari      | Výsledky |
| 14     | Grand Prix Itálie                | James Hunt     | Mario Andretti    | Mario Andretti   | Lotus-Ford   | Výsledky |
| 15     | Grand Prix USA                   | James Hunt     | Ronnie Peterson   | James Hunt       | McLaren-Ford | Výsledky |
| 16     | Grand Prix Kanady                | Mario Andretti | Mario Andretti    | Jody Scheckter   | Wolf-Ford    | Výsledky |
| 17     | Grand Prix Japonska              | Mario Andretti | Jody Scheckter    | James Hunt       | McLaren-Ford | Výsledky |

### Bodový systém
Body získalo šest nejlepších klasifikovaných jezdců. Mezinárodní pohár konstruktérů započítával pouze body jezdce s nejvyšším umístěním v každém závodě. Pro Mistrovství i Pohár se počítalo osm nejlepších výsledků z kol 1-9 a sedm nejlepších výsledků z kol 10-17.
Čísla bez závorek jsou mistrovské body a čísla v závorkách představují celkový počet získaných bodů. Body byly udělovány v následujícím systému:
| Umístění | 1. | 2. | 3. | 4. | 5. | 6. |
| -------- | -- | -- | -- | -- | -- | -- |
| Body     | 9  | 6  | 4  | 3  | 2  | 1  |
| Zdroj:   |    |    |    |    |    |    |

### Pořadí jedzců
| Poř. | Jezdec                | ARG | BRA | RSA | USW | ESP | MON | BEL | SWE | FRA | GBR  | GER | AUT | NED | ITA | USA | CAN | JPN | Body |
| ---- | --------------------- | --- | --- | --- | --- | --- | --- | --- | --- | --- | ---- | --- | --- | --- | --- | --- | --- | --- | ---- |
| 1    | Niki Lauda            | Ret | 3   | 1   | 2   | DNS | 2   | 2   | Ret | 5   | 2    | 1   | 2   | 1   | 2   | 4   |     |     | 72   |
| 2    | Jody Scheckter        | 1   | Ret | 2   | 3   | 3   | 1   | Ret | Ret | Ret | Ret  | 2   | Ret | 3   | Ret | 3   | 1   | 10  | 55   |
| 3    | Mario Andretti        | 5   | Ret | Ret | 1   | 1   | 5   | Ret | 6   | 1   | 14   | Ret | Ret | Ret | 1   | 2   | 9   | Ret | 47   |
| 4    | Carlos Reutemann      | 3   | 1   | 8   | Ret | 2   | 3   | Ret | 3   | 6   | 15   | 4   | 4   | 6   | Ret | 6   | Ret | 2   | 42   |
| 5    | James Hunt            | Ret | 2   | 4   | 7   | Ret | Ret | 7   | 12  | 3   | 1    | Ret | Ret | Ret | Ret | 1   | Ret | 1   | 40   |
| 6    | Jochen Mass           | Ret | Ret | 5   | Ret | 4   | 4   | Ret | 2   | 9   | 4    | Ret | 6   | Ret | 4   | Ret | 3   | Ret | 25   |
| 7    | Alan Jones            |     |     |     | Ret | Ret | 6   | 5   | 17  | Ret | 7    | Ret | 1   | Ret | 3   | Ret | 4   | 4   | 22   |
| 8    | Gunnar Nilsson        | DNS | 5   | 12  | 8   | 5   | Ret | 1   | 19  | 4   | 3    | Ret | Ret | Ret | Ret | Ret | Ret | Ret | 20   |
| =    | Patrick Depailler     | Ret | Ret | 3   | 4   | Ret | Ret | 8   | 4   | Ret | Ret  | Ret | 13  | Ret | Ret | 14  | 2   | 3   | 20   |
| 10   | Jacques Laffite       | NC  | Ret | Ret | 9   | 7   | 7   | Ret | 1   | 8   | 6    | Ret | Ret | 2   | 8   | 7   | Ret | 5   | 18   |
| 11   | Hans-Joachim Stuck    |     |     | Ret | Ret | 6   | Ret | 6   | 10  | Ret | 5    | 3   | 3   | 7   | Ret | Ret | Ret | 7   | 12   |
| 12   | Emerson Fittipaldi    | 4   | 4   | 10  | 5   | 14  | Ret | Ret | 18  | 11  | Ret  | DNQ | 11  | 4   | DNQ | 13  | Ret |     | 11   |
| 13   | John Watson           | Ret | Ret | 6   | DSQ | Ret | Ret | Ret | 5   | 2   | Ret  | Ret | 8   | Ret | Ret | 12  | Ret | Ret | 9    |
| 14   | Ronnie Peterson       | Ret | Ret | Ret | Ret | 8   | Ret | 3   | Ret | 12  | Ret  | 9   | 5   | Ret | 6   | 16  | Ret | Ret | 7    |
| 15   | Carlos Pace           | 2   | Ret | 13  |     |     |     |     |     |     |      |     |     |     |     |     |     |     | 6    |
| =    | Vittorio Brambilla    | 7   | Ret | 7   | Ret | Ret | 8   | 4   | Ret | 13  | 8    | 5   | 15  | 12  | Ret | 19  | 6   | 8   | 6    |
| 17   | Clay Regazzoni        | 6   | Ret | 9   | Ret | Ret | DNQ | Ret | 7   | 7   | DNQ  | Ret | Ret | Ret | 5   | 5   | Ret | Ret | 5    |
| =    | Patrick Tambay        |     |     |     |     |     |     |     |     | DNQ | Ret  | 6   | Ret | 5   | Ret | DNQ | 5   | Ret | 5    |
| 19   | Jean-Pierre Jarier    |     |     |     | 6   | DNQ | 11  | 11  | 8   | Ret | 9    | Ret | 14  | Ret | Ret | 9   |     | Ret | 1    |
| =    | Riccardo Patrese      |     |     |     |     |     | 9   | Ret |     | Ret | Ret  | 10  |     | 13  | Ret |     | 10  | 6   | 1    |
| =    | Renzo Zorzi           | Ret | 6   | Ret | Ret | Ret |     |     |     |     |      |     |     |     |     |     |     |     | 1    |
| —    | Rupert Keegan         |     |     |     |     | Ret | 12  | Ret | 13  | 10  | Ret  | Ret | 7   | Ret | 9   | 8   | Ret |     | 0    |
| —    | Patrick Nève          |     |     |     |     | 12  |     | 10  | 15  | DNQ | 10   | DNQ | 9   | DNQ | 7   | 18  | Ret |     | 0    |
| —    | Vern Schuppan         |     |     |     |     |     |     |     |     |     | 12   | 7   | 16  | DNQ |     |     |     |     | 0    |
| —    | Ingo Hoffmann         | Ret | 7   |     |     |     |     |     |     |     |      |     |     |     |     |     |     |     | 0    |
| —    | Danny Ongais          |     |     |     |     |     |     |     |     |     |      |     |     |     |     | Ret | 7   |     | 0    |
| —    | Alex Ribeiro          | Ret | Ret | Ret | Ret | DNQ | DNQ | DNQ | DNQ | DNQ | DNQ  | 8   | DNQ | 11  | DNQ | 15  | 8   | 12  | 0    |
| —    | Hans Binder           | Ret | Ret | 11  | 11  | 9   | Ret |     |     |     |      |     | 12  | 8   | DNQ | 11  | Ret | Ret | 0    |
| —    | Brett Lunger          |     |     | 14  | Ret | 10  |     | DNS | 11  | DNQ | 13   | Ret | 10  | 9   | Ret | 10  | 11  |     | 0    |
| —    | Harald Ertl           |     |     |     |     | Ret | DNQ | 9   | 16  | DNQ |      |     |     |     |     |     |     |     | 0    |
| —    | Jackie Oliver         |     |     |     |     |     |     |     | 9   |     |      |     |     |     |     |     |     |     | 0    |
| —    | Kunimitsu Takahashi   |     |     |     |     |     |     |     |     |     |      |     |     |     |     |     |     | 9   | 0    |
| —    | Ian Scheckter         | Ret | Ret |     |     | 11  | DNQ | Ret | Ret | NC  | Ret  | Ret | Ret | 10  | Ret | Ret | Ret |     | 0    |
| —    | Brian Henton          |     |     |     | 10  | DNQ |     |     |     |     | DNQ  |     | DNQ | DSQ | DNQ |     |     |     | 0    |
| —    | Jacky Ickx            |     |     |     |     |     | 10  |     |     |     |      |     |     |     |     |     |     |     | 0    |
| —    | Gilles Villeneuve     |     |     |     |     |     |     |     |     |     | 11   |     |     |     |     |     | 12  | Ret | 0    |
| —    | Kazuyoshi Hoshino     |     |     |     |     |     |     |     |     |     |      |     |     |     |     |     |     | 11  | 0    |
| —    | Larry Perkins         |     | Ret | 15  |     |     |     | 12  | DNQ | DNQ |      |     |     |     |     |     |     |     | 0    |
| —    | David Purley          |     |     |     |     | DNQ |     | 13  | 14  | Ret | DNPQ |     |     |     |     |     |     |     | 0    |
| —    | Emilio de Villota     |     |     |     |     | 13  |     | DNQ | DNQ |     | DNQ  | DNQ | 17  |     | DNQ |     |     |     | 0    |
| —    | Arturo Merzario       |     |     |     |     | Ret | DNQ | 14  |     | Ret | Ret  | DNQ | Ret | DNQ |     |     |     |     | 0    |
| —    | Ian Ashley            |     |     |     |     |     |     |     |     |     |      |     | DNQ | DNQ | DNQ | 17  | DNS |     | 0    |
| —    | Tom Pryce             | NC  | Ret | Ret |     |     |     |     |     |     |      |     |     |     |     |     |     |     | 0    |
| —    | Boy Hayje             |     |     | Ret |     | DNQ | DNQ | NC  | DNQ |     |      |     |     | DNQ |     |     |     |     | 0    |
| —    | Jean-Pierre Jabouille |     |     |     |     |     |     |     |     |     | Ret  |     |     | Ret | Ret | Ret | DNQ |     | 0    |
| —    | Héctor Rebaque        |     |     |     |     |     |     | DNQ | DNQ | DNQ |      | Ret | DNQ | DNQ |     |     |     |     | 0    |
| —    | Hans Heyer            |     |     |     |     |     |     |     |     |     |      | DSQ |     |     |     |     |     |     | 0    |
| —    | Bruno Giacomelli      |     |     |     |     |     |     |     |     |     |      |     |     |     | Ret |     |     |     | 0    |
| —    | Noritake Takahara     |     |     |     |     |     |     |     |     |     |      |     |     |     |     |     |     | Ret | 0    |
| —    | Conny Andersson       |     |     |     |     | DNQ |     | DNQ | DNQ | DNQ |      |     |     |     |     |     |     |     | 0    |
| —    | Teddy Pilette         |     |     |     |     |     |     |     |     |     |      | DNQ |     | DNQ | DNQ |     |     |     | 0    |
| —    | Mikko Kozarowitzky    |     |     |     |     |     |     |     | DNQ |     | DNPQ |     |     |     |     |     |     |     | 0    |
| —    | Bernard de Dryver     |     |     |     |     |     |     | DNQ |     |     |      |     |     |     |     |     |     |     | 0    |
| —    | Michael Bleekemolen   |     |     |     |     |     |     |     |     |     |      |     |     | DNQ |     |     |     |     | 0    |
| —    | Lamberto Leoni        |     |     |     |     |     |     |     |     |     |      |     |     |     | DNQ |     |     |     | 0    |
| —    | Loris Kessel          |     |     |     |     |     |     |     |     |     |      |     |     |     | DNQ |     |     |     | 0    |
| —    | Giorgio Francia       |     |     |     |     |     |     |     |     |     |      |     |     |     | DNQ |     |     |     | 0    |
| —    | Tony Trimmer          |     |     |     |     |     |     |     |     |     | DNPQ |     |     |     |     |     |     |     | 0    |
| —    | Andy Sutcliffe        |     |     |     |     |     |     |     |     |     | DNPQ |     |     |     |     |     |     |     | 0    |
| —    | Guy Edwards           |     |     |     |     |     |     |     |     |     | DNPQ |     |     |     |     |     |     |     | 0    |
| —    | Brian McGuire         |     |     |     |     |     |     |     |     |     | DNPQ |     |     |     |     |     |     |     | 0    |
| Poř. | Jezdec                | ARG | BRA | RSA | USW | ESP | MON | BEL | SWE | FRA | GBR  | GER | AUT | NED | ITA | USA | CAN | JPN | Body |

| Legenda k tabulce | Legenda k tabulce                                                                       |
| Barva             | Výsledek                                                                                |
| ----------------- | --------------------------------------------------------------------------------------- |
| Zlatá             | Vítěz                                                                                   |
| Stříbrná          | 2. místo                                                                                |
| Bronzová          | 3. místo                                                                                |
| Zelená            | Bodované umístění                                                                       |
| Modrá             | Nebodované umístění                                                                     |
| Modrá             | Dokončil neklasifikován (NC)                                                            |
| Fialová           | Odstoupil (Ret)                                                                         |
| Červená           | Nekvalifikoval se (DNQ)                                                                 |
| Červená           | Nepředkvalifikoval se (DNPQ)                                                            |
| Černá             | Diskvalifikován (DSQ)                                                                   |
| Bílá              | Nestartoval (DNS)                                                                       |
| Bílá              | Závod zrušen (C)                                                                        |
| Světle modrá      | Pouze trénoval (PO)                                                                     |
| Světle modrá      | Páteční testovací jezdec (TD)                                                           |
| Bez barvy         | Netrénoval (DNP)                                                                        |
| Bez barvy         | Vyřazen (EX)                                                                            |
| Bez barvy         | Nepřijel (DNA)                                                                          |
| Bez barvy         | Odvolal účast (WD)                                                                      |
| Bez barvy         | Nezúčastnil se (prázdné)                                                                |
| Označení          | Význam                                                                                  |
| Tučnost           | Pole position                                                                           |
| Kurzíva           | Nejrychlejší kolo                                                                       |
| †                 | Jezdec nedojel do cíle, ale byl klasifikován, protože odjel více než 90 % délky závodu. |
| ‡                 | Byl udělován poloviční počet bodů, protože bylo odjeto méně než 75 % délky závodu.      |
| Horní index       | Umístění bodujících jezdců ve sprintu                                                   |

### Pořadí konstruktérů
| Poř. | Konstruktér        | ARG | BRA | RSA | USW | ESP | MON | BEL | SWE | FRA | GBR  | GER | AUT | NED | ITA | USA | CAN | JPN | Body    |
| ---- | ------------------ | --- | --- | --- | --- | --- | --- | --- | --- | --- | ---- | --- | --- | --- | --- | --- | --- | --- | ------- |
| 1    | Ferrari            | 3   | 1   | 1   | 2   | 2   | 2   | 2   | 3   | 5   | 2    | 1   | 2   | 1   | 2   | 4   | 12  | 2   | 95 (97) |
| 2    | Lotus-Ford         | 5   | 5   | 12  | 1   | 1   | 5   | 1   | 6   | 1   | 3    | Ret | Ret | Ret | 1   | 2   | 9   | Ret | 62      |
| 3    | McLaren-Ford       | Ret | 2   | 4   | 7   | 4   | 4   | 7   | 2   | 3   | 1    | Ret | 6   | 9   | 4   | 1   | 3   | 1   | 60      |
| 4    | Wolf-Ford          | 1   | Ret | 2   | 3   | 3   | 1   | Ret | Ret | Ret | Ret  | 2   | Ret | 3   | Ret | 3   | 1   | 10  | 55      |
| 5    | Brabham-Alfa Romeo | 2   | Ret | 6   | Ret | 6   | Ret | 6   | 5   | 2   | 5    | 3   | 3   | 7   | Ret | 12  | Ret | 7   | 27      |
| 6    | Tyrrell-Ford       | Ret | Ret | 3   | 4   | 8   | Ret | 3   | 4   | 12  | Ret  | 9   | 5   | Ret | 6   | 14  | 2   | 3   | 27      |
| 7    | Shadow-Ford        | NC  | 6   | Ret | Ret | Ret | 6   | 5   | 9   | Ret | 7    | 10  | 1   | 13  | 3   | 9   | 4   | 4   | 23      |
| 8    | Ligier-Matra       | NC  | Ret | Ret | 9   | 7   | 7   | Ret | 1   | 8   | 6    | Ret | Ret | 2   | 8   | 7   | Ret | 5   | 18      |
| 9    | Copersucar-Ford    | 4   | 4   | 10  | 5   | 14  | Ret | Ret | 18  | 11  | Ret  | DNQ | 11  | 4   | DNQ | 13  | Ret |     | 11      |
| 10   | Ensign-Ford        | 6   | Ret | 9   | Ret | Ret | 10  | Ret | 7   | 7   | Ret  | 6   | Ret | 5   | 5   | 5   | 5   | Ret | 10      |
| 11   | Surtees-Ford       | 7   | Ret | 7   | 11  | 9   | 8   | 4   | Ret | 13  | 8    | 5   | 15  | 12  | Ret | 11  | 6   | 8   | 6       |
| 12   | Penske-Ford        |     |     |     | 6   | DNQ | 11  | 11  | 8   | Ret | 9    | Ret | 12  | 8   | Ret | Ret | 7   |     | 1       |
| —    | March-Ford         | Ret | Ret | 14  | 10  | 10  | DNQ | 10  | 15  | NC  | 10   | 8   | 9   | 10  | 7   | 15  | 8   | 12  | 0       |
| —    | Hesketh-Ford       |     |     |     | WD  | Ret | 12  | 9   | 13  | 10  | Ret  | Ret | 7   | Ret | 9   | 8   | Ret |     | 0       |
| —    | Kojima-Ford        |     |     |     |     |     |     |     |     |     |      |     |     |     |     |     |     | 11  | 0       |
| —    | LEC-Ford           |     |     |     |     | DNQ | WD  | 13  | 14  | Ret | DNPQ |     |     |     |     |     |     |     | 0       |
| —    | BRM                | WD  | Ret | 15  | WD  | DNQ |     | DNQ | DNQ | DNQ | DNPQ | DNQ | WD  | DNQ | DNQ |     |     |     | 0       |
| —    | Renault            |     |     |     |     |     |     |     |     | WD  | Ret  | WD  | WD  | Ret | Ret | Ret | DNQ |     | 0       |
| —    | Boro-Ford          |     |     |     |     |     |     |     |     |     |      |     |     | DSQ | DNQ |     |     |     | 0       |
| —    | Apollon-Ford       |     |     |     |     |     |     | WD  |     | WD  |      |     | WD  | WD  | DNQ |     |     |     | 0       |
| —    | McGuire-Ford       |     |     |     |     |     |     |     |     |     | DNPQ |     |     |     |     |     |     |     | 0       |
| Poř. | Konstruktér        | ARG | BRA | RSA | USW | ESP | MON | BEL | SWE | FRA | GBR  | GER | AUT | NED | ITA | USA | CAN | JPN | Body    |

| Legenda k tabulce | Legenda k tabulce                                                                       |
| Barva             | Výsledek                                                                                |
| ----------------- | --------------------------------------------------------------------------------------- |
| Zlatá             | Vítěz                                                                                   |
| Stříbrná          | 2. místo                                                                                |
| Bronzová          | 3. místo                                                                                |
| Zelená            | Bodované umístění                                                                       |
| Modrá             | Nebodované umístění                                                                     |
| Modrá             | Dokončil neklasifikován (NC)                                                            |
| Fialová           | Odstoupil (Ret)                                                                         |
| Červená           | Nekvalifikoval se (DNQ)                                                                 |
| Červená           | Nepředkvalifikoval se (DNPQ)                                                            |
| Černá             | Diskvalifikován (DSQ)                                                                   |
| Bílá              | Nestartoval (DNS)                                                                       |
| Bílá              | Závod zrušen (C)                                                                        |
| Světle modrá      | Pouze trénoval (PO)                                                                     |
| Světle modrá      | Páteční testovací jezdec (TD)                                                           |
| Bez barvy         | Netrénoval (DNP)                                                                        |
| Bez barvy         | Vyřazen (EX)                                                                            |
| Bez barvy         | Nepřijel (DNA)                                                                          |
| Bez barvy         | Odvolal účast (WD)                                                                      |
| Bez barvy         | Nezúčastnil se (prázdné)                                                                |
| Označení          | Význam                                                                                  |
| Tučnost           | Pole position                                                                           |
| Kurzíva           | Nejrychlejší kolo                                                                       |
| †                 | Jezdec nedojel do cíle, ale byl klasifikován, protože odjel více než 90 % délky závodu. |
| ‡                 | Byl udělován poloviční počet bodů, protože bylo odjeto méně než 75 % délky závodu.      |
| Horní index       | Umístění bodujících jezdců ve sprintu                                                   |

- Tučné výsledky se započítávají do součtů šampionátu.

## Nemistrovské závody
Následující závod byl otevřený pro vozy Formule 1, ale nezapočítával se do mistrovství světa jezdců ve Formuli 1 ani do mistrovství světa konstruktérů ve Formuli 1.
| Závod                 | Okruh        | Datum      | Vítěz závodu | Vítězný konstruktér |
| --------------------- | ------------ | ---------- | ------------ | ------------------- |
| XII Race of Champions | Brands Hatch | 20. březen | James Hunt   | McLaren-Cosworth    |